# Ghost Story (roman, 1979)
Pour les articles homonymes, voir Ghost Story.
Ghost Story (titre original : Ghost Story) est un roman d'horreur écrit par Peter Straub, publié en 1979 par Coward, McCann and Geoghegan. Il a été adapté au cinéma en 1981, avec le film Le Fantôme de Milburn.
Le roman a véritablement lancé la carrière de Straub. Bien que ses précédents ouvrages aient rencontré un succès critique et se soient relativement bien vendus, c'est Ghost Story, qui, en devenant un best-seller national, assoira la réputation de l’auteur.

## Résumé
Le roman commence par nous présenter Donald Wanderley, qui voyage avec une petite fille dont on peut supposer qu'il l'a kidnappée. Au moment où Donald et cette enfant finissent par arriver à Panama City, le roman remonte dans le temps, aux évènements de l'hiver précédent.
À Milburn, petite ville de l'état de New York, vivent quatre hommes âgés, membres d'un groupe baptisé la « Chowder Society » : John Jaffrey, médecin ; Lewis Benedikt, promoteur à la retraite ; Sears James, avocat ; et Ricky Hawthorne, avocat associé de James. Durant les cinquante dernières années, ces amis se sont réunis pour se raconter des histoires. Autrefois, cependant, les quatre amis étaient cinq. Un an auparavant, lors d'une fête organisée par Jaffrey en l'honneur d'une actrice de passage, le cinquième membre, Edward Wanderly, est mort. Le visage de son cadavre affichait un rictus de pure terreur, comme s'il était littéralement mort de peur.
Depuis cette nuit, les amis survivants sont atteints d'horribles cauchemars et se racontent les uns aux autres des histoires de fantômes. Lors d'une de leurs réunions, Sears leur raconte une histoire assez semblable au Tour d'écrou. Avant de faire ses études de droit, James était l'instituteur d'une bourgade de campagne. Il était fasciné par l'un de ses élèves, du nom de Fenny Bate. Après enquête, James comprend pourquoi Fenny et sa sœur sont rejetés par les villageois. Les deux enfants avaient jadis un frère, Gregory, qui avait la réputation d'abuser de son frère. Les parents des trois enfants étaient morts et Grégory était leur gardien. Un jour, alors qu'il réparait le toit de l'école, Grégory tomba de l'échelle et fut tué. On attribua l'accident aux deux enfants Bate, qu'on avait vu s'enfuir de la scène. Sears raconte à ses amis qu'à partir du moment où il eut vent de l'affaire, il commença à voir un jeune homme menaçant rôder autour de l'école, et acquit bientôt la certitude qu'il s'agissait de l'esprit de Gregory Bate. Sears tenta de libérer Fenny de l'emprise de son frère trépassé, mais sans succès. Fenny mourut et Sears dut attendre la fin de son contrat pour quitte le village à la fin de l'année scolaire.
Le lendemain de cette narration, Sears et Ricky sont convoqués à la ferme d'un de leurs clients, qui a trouvé du bétail mutilé dans son champ. Une fois de retour dans la voiture, Sears révèle à Ricky que l'histoire de la nuit précédente n'était pas fictive : elle lui était vraiment arrivé dans sa jeunesse. Sears confesse également qu'il a peur, comme tous les autres membres de la Chowder Society. Ils décident alors d'écrire au neveu d'Edwars, Donald Wanderley, qui a écrit un roman d'horreur. Les capacités de recherche du romancier pourraient leur être utiles. Avant que Donald arrive, cependant, Jaffrey meurt en sautant d'un pont, et l'on conclut à un suicide.
Donald arrive à la fin de l’enterrement. Les trois membres restants de la Society lui demandent d'enquêter comme bon lui semble. Plusieurs années auparavant, David, le frère de Donald, est lui aussi mort dans des circonstances mystérieuses. Donald puisa dans cet événement l'inspiration de son roman et raconte aux vieux messieurs ce qui selon lui s'est vraiment passé. À cette époque, Donald venait d'obtenir un poste d'enseignant à Berkeley grâce aux critiques de son premier roman. Il commença à fréquenter une belle étudiante de troisième année, du nom d'Alma Mobley. D'abord totalement amoureux d'elle, au point d'envisager le mariage, Donald remarque bientôt des faits étranges liés à la jeune femme. Ce ne sont que des impressions, mais qui nimbent la jeune femme d'une aura surnaturelle de malaise. Il arrête alors de la voir, et la jeune femme finit par disparaitre du jour au lendemain. En essayant de la retrouver, il découvre que la plupart des choses qu'Alma lui a dites relève de l'invention. Quelques mois passent et Donald reçoit un coup de fil de son frère David, fiancé à Alma. David veut mettre les choses au clair, et Donald tente de l'avertir sans succès. Peu de temps après, David meurt.
Peu de temps après l'enterrement, Lewis Benedikt meurt lors d'une balade en forêt, décidant Sears et Ricky à raconter à Donald la plus terrible histoire que connait la Chowder Society. Cette histoire vraie se déroule cinquante ans auparavant, quand une jeune femme du nom d'Eva Galli s'était installée en ville. Elle avait une vingtaine d'années, et les cinq amis, alors adolescents, étaient tous amoureux d'elle. Une nuit de 1929, peu de temps après le Lundi Noir, Eva leur rend visite, comme possédée. Elle leur fait des avances très crues et les ridiculisent. Lors d'une lutte, Eva tombe et se cogne la tête. Les jeunes gens décident de dissimuler le cadavre dans une voiture qu'ils noient dans un étang. Mais au dernier moment, ils voient le corps d'Eva se redresser et disparaître de la voiture. Au même moment, un lynx les regardait de la rive opposée.
Donald commence ses recherches et en arrive à la conclusion qu'ils affrontent un manitou, ou une autre sorte de créature capable de transformation. Il croit également qu'Alma Mobley est en fait Eva Galli. Donald émet l'hypothèse que l'espérance de vie supérieure de ces créatures a permis à Eva d'attendre cinquante ans avant de mettre sa vengeance à exécution.
Donald, Ricky, et Sears sont rejoints dans leur lutte par Peter Barnes, un jeune homme dont la mère a été tué par ces créatures. Sears est attaqué seul dans sa voiture et les survivants réalisent que Gregory et un Fenny mort-vivant aident Eva dans ses desseins. Gregory leur explique d'une femme du nom de Florence de Peyser a aidé à le ressusciter et il semble qu'Eva soit également au service de cette de Peyser. Gregory et Fenny attaquent Peter, Don et Ricky dans un cinéma mais sont vaincus durant le combat. Donald réalise alors que malgré leurs pouvoirs surnaturels, ces créatures ne sont pas immortelles. Le groupe poursuit Eva et la bat, mais elle parvient à s'échapper.
Épuisé, Ricky quitte Milburn pour des vacances prolongées avec sa femme et Peter se prépare à rentrer à l'université. Donald guette la prochaine manifestation d'Eva, et pense la découvrir dans cette petite fille qui est présentée au début du livre.
Arrivé en Floride, la petite fille se transforme en Eva et tente de manipuler l'esprit de Donald. Il parvient à résister et à la tuer malgré une nouvelle transformation en guêpe. Donald se prépare alors à rejoindre San Francisco où vit Florence de Peyser.

## Critique
Stephen King, dans son livre Anatomie de l'horreur, cite Ghost Story comme l'un des meilleurs romans d'horreur du XXe siècle et en fournit une critique détaillée dans l'un des chapitres de l'ouvrage.

## Liens avec les autres œuvres de Straub
- Ricky Hawthorne est mentionné dans le roman Floating Dragon, paru en 1983, dans lequel il est cité comme étant l'oncle d'une des victimes.
- L'action de Koko, paru en 1988, fait un bref passage par la ville de Milburn.